# Palaeoscincus
Palaeoscincus („pravěký scink“) je pochybný rod „obrněného“ nodosauridního dinosaura, žijícího v období pozdní křídy (asi před 76 miliony let) na území americké Montany (souvrství Judith River).

## Historie
Fosilie tohoto dinosaura v podobě zubů byly objeveny geologem Ferdinandem V. Haydenem u Fort Benton na území současné Montany (tehdy „Teritorium Nebraska“). Nacházely se v sedimentech souvrství Judith River a v roce 1856 je formálně popsal paleontolog Joseph Leidy pod jeménem Palaeoscincus costatus (doslova „žebrovaný pravěký scink“, podle tvaru hran fosilních zubů). Jedná se tedy o jedny z prvních dinosauřích fosilií, popsaných z území Severní Ameriky (spolu s pochybnými rody Deinodon a Trachodon a jediným platným rodem Troodon).
Později byly popsány mnohé další druhy tohoto rodu, v podstatě ve všech případech se ale jedná o pochybná vědecká jména (nomina dubia) nebo jsou již zcela neplatná. Většinou je dnes tento fosilní materiál řazen do rodu Edmontonia nebo Euoplocephalus. Rodové jméno Palaeoscincus je dnes proto významné spíše jen svojí historickou hodnotou.